# Александров Володимир Іванович
Володимир Іванович Александров (17 червня 1911, Харків — 7 березня 1951) — авіаконструктор, винахідник, співавтор винайдення «Катюші», доцент, кандидат технічних наук, інженер-полковник.

## Біографія
Народився 17 червня 1911 в Харкові. У 1925 році закінчив семирічну школу в Сумах, того ж року вступив до Харківського механічного технікуму, а по його закінченні в 1929 році до Харківського технологічного інституту на автоконструкторське відділення. У 1931 році переведений на 2-й курс Московського автотранспортного інституту імені М. Ломоносова на автоконструкторське відділення.
У Червоній армії з травня 1932 року, зарахований на 3-й курс воєнно-конструкторського факультету Військової академії моторизації та механізації, яку закінчив у лютому 1934 року. З березня по червень 1934 року працював інженером випробувального відділу науково-випробувального полігону бронетанкових військ Червоної армії, потім переходить на роботу в Реактивний науково-дослідний інститут створений в Москві у 1933 році, де працює інженером відділу, начальником групи, начальником відділу. В Реактивному інституті Володимир Александров працював до лютого 1941 року. За цей період очолюваним ним відділом було проведено велику науково-дослідну і конструкторську роботу, розроблено нові зразки бойової зброї, яка зіграла вирішальну роль під час радянсько-німецької війни. Основною розробкою групи Александрова була наземна реактивна установка «Катюша» (1935—1940), крім того розроблені реактивні авіаційні бомби та снаряди, спеціальне артилерійське обладнання на бойові машини, балістичні таблиці для бомбометання з літака (1938—1939) та багато іншого. Винаходи відділу Александрова були значним науково-технічним проривом на фоні тогочасної артилерійської реактивної зброї. Проте цей колектив, що фактично створив радянську реактивну артилерію, залишився спочатку не затвердженим в своїх авторських правах, а потім забутим, незважаючи на важливість зброї, створеної ним. Всі 9 членів колективу (включаючи Александрова) змінили місце роботи.
У 1941—1944 роках Володимир Александров працює Військовій академії бронетанкових та механізованих військ імені Сталіна начальником лабораторії, викладачем кафедри артилерії. В 1941—1942 роках захищає кандидатську дисертацію, за відмінний захист якої у листопаді 1942 року преміюється начальником Академії грошовою премією; у 1943 році отримує звання доцента. Дисертація Александрова була на той час першої і єдиною системною працею з реактивної артилерії і була направлена командуванню гвардійських мінометних частин як корисний навчальний посібник.
В 1944—1947 роках Александров працює в Київському танково-технічному училищі імені Тимошенка на посаді заступника начальника училища по артилерії та технічній підготовці. Тут він створив групу з викладачів технічного циклу в складі дев'яти чоловік та керував її роботою. В цей період працював над підготовкою докторської дисертації. В 1945—1946 роках був премійований за організацію та забезпечення навчального процесу в училищі.
27 березня 1947 року отримує звання інженера-полковника. В квітні 1947 року призначений старшим науковим співробітником НДІ-4 Академії артилерійських наук і обіймає цю посаду до 1949 року.
В 1949—1951 роках — начальник авторемонтного заводу УВС МГБ СРСР.

Могила Володимира Александрова

Загинув 7 березня 1951 року під час випробувань. Похований в Києві на Лук'янівському цвинтарі (ділянка № 9, ряд 1, місце 13-1).

## Нагороди
Був нагороджений двома орденами Червоної Зірки (в 1939 році за об'єкти, що були здані на озброєння Червоної армії; другий в листопаді 1947 року).
Медалями:
- «За бойові заслуги» — за вислугу років у Червоній армії (листопад 1944 року);
- «За Перемогу над Німеччиною» — 9 травня 1945 року;
- «30 років Радянській Армії та Флоту» — до 30-річчя Радянської Армії і Флоту (22 лютого 1948).